# 長良川全国花火大会
全国花火大会（ぜんこくはなびたいかい）は、かつて岐阜新聞・岐阜放送が1946年から岐阜県岐阜市の長良川河畔で行っていた花火大会である。毎年8月第1土曜日に開催されていた。なお、同じ場所で前週（7月最終土曜日）に開催されていた中日新聞社主催の全国選抜長良川中日花火大会と合わせて「長良川花火大会」と呼ばれる場合がある。
2020年から2022年まで3年連続で開催中止となっており（後述）、2023年から全国選抜長良川中日花火大会と統合して「ぎふ長良川花火大会」が開催された。これにより、事実上2019年の開催が最後となった。

## 概要
第1回は終戦の翌年、1946年（昭和21年）8月10日に岐阜タイムス社（現・岐阜新聞社）と東海夕刊新聞社の共同主催で開催され、復興・岐阜を願い打ち上げられた花火は、敗戦に打ちひしがれていた岐阜の市民に生きる希望を与えた。第二次世界大戦後、最初に開催された花火大会で、「全国煙火大会」の名称は、翌1947年から「全国花火大会」と変更されている。
- 例年、打ち上げは19時30分から開始され、遅くとも21時までには終了する。
- 日本最大級の花火大会とされ、全国的に有名である。そのため、毎年全国各地から数多くのツアー客が観覧に訪れていた。花火の打ち上げ数は約3万発であり、打ち上げ時間内の花火の打ち上げ密度は極めて高い（全国選抜長良川中日花火大会は日中の分も含めた約3万発である）。スタンダードな打ち上げ花火の他にも、ナイアガラの滝花火など、様々な変わり種の花火が用意されている。観覧会場の正面で大部分の花火が打ち上げられるが、観覧会場の真横に当たる河川上の船舶や、河川を横断するワイヤー伝いや、観覧会場から離れた岐阜グランドホテル前の河畔など、意外性のある花火の点火も行われる。スターマインでは、観客の視界を覆い尽くし、常軌を逸して畳み掛けるような打ち上げが行われる。
- 1977年度から「観光客誘致、地域の活性化、観光資源の保全育成、市特有の観光資源等を広く宣伝することにより本市の観光の振興と発展を目的」として岐阜市が「全国花火大会補助金」として225万円（令和元年度）の補助金を支給していた[7]。
- 例年の動員数は30万人を超える程度である。
  - 2007年の第62回、2008年の第63回、2014年の第69回は約40万人の観客が訪れた。岐阜市の資料によると、動員数は2002年と2003年は40万人、2004年は13万人、2005年と2006年は25万人[8]、2017年、2018年、2019年はそれぞれ35万人としている[7]。

## その他
- 派手な取り組みを行ったことで知られる尾張藩第7代藩主の徳川宗春は、享保18年（1733年）9月12日の暮六ツ半（午後7時）頃、鵜飼見物に出掛けた際に舟から花火を見物している。この時は徳田（『岐阜鷺山史誌』では笠松町とする）より花火師が来て、珍しい花火を打ち上げている[9][10][11]。確認できる限り、これが長良川で打ち上げられた花火の最も古い記録であり、現在行われている長良川花火大会の先駆けといえる。
- 第1回の開催は1946年であるが、ルーツは第二次世界大戦前に岐阜日日新聞（当時）が主催した「鵜飼まつり」の一環で開催された「全国煙火大會」である。
- 同じ場所で7月の最終土曜日に中日新聞社が主催する全国選抜長良川中日花火大会が行われていた。この花火大会も打ち上げ約3万発と全国屈指の大規模な花火大会で、ひと夏に同じ場所で打ち上げ数3万発規模の花火大会が2回も行われるのは長良川河畔だけであった。
- この花火大会の模様は2015年以降、ぎふチャンでテレビ生中継されており、2018年以降はBS11でも同時中継されるようになった。
- 2011年8月6日に開催予定だった第66回大会は中止となった。東日本大震災（東北地方太平洋沖地震）によるものである[12]。同じ岐阜新聞社主催の第55回岐阜新聞大垣花火大会[12]、同じ長良川で行われる第55回全国選抜長良川中日花火大会も同様に中止されている[13]。2012年以降は通常通り行われている。
- 2015年の第70回大会は「史上空前！第70回記念全国花火大会」と銘打ち、70基のスターマインが登場した。ウルトラスターマインで開幕し、幅200m以上のワイドスターマインや長良川を横断する長さ400mの「ぎふ清流の滝」が登場。フィナーレを飾る連続スターマインは、息もつかせぬほど次々と繰り出された[14]。
- 2016年の第71回大会は、主催の岐阜新聞社の創刊135年記念で「岐阜新聞創刊135年記念 第71回全国花火大会」と銘打って開催され、「ありがとう135」をテーマに連続スターマインなどで観客を圧倒した[15]。
- 2020年は2020年東京オリンピックが行われる予定だったため、警備員確保が困難などの事情で全国選抜長良川中日花火大会と共に開催見送りが決定された。その後、新型コロナウイルス感染症の世界的流行を受けて、東京オリンピックの開催は1年延期（2021年開催）となり、両花火大会も2年連続で開催中止となった。2022年も新型コロナウイルス感染症の終息が見通せず、不特定多数が参加するイベントの運営は困難と判断したため、3年連続で開催中止された[16]。2020年から2022年までは市民有志による長良川鵜飼屋花火大会が開催された。